# Luces del norte
Luces del norte es el primer libro de la serie fantástica de La materia oscura, escrito por Philip Pullman y publicado en 1995.

## Argumento
La historia comienza cuando Lyra Belacqua, una niña huérfana de once años que vive en el Jordan College de Oxford, entra en secreto al salón reservado, a pesar de la resistencia de su daimonion, Pantalaimon; una manifestación de su alma con forma cambiante de animal. Escondida dentro de la sala ven cómo el rector del Jordan College intenta envenenar a lord Asriel, el tío de Lyra. Lord Asriel les enseña a los licenciados residentes una imagen de misteriosas partículas elementales llamadas Polvo. Poco después lord Asriel viaja al norte, y Lyra continúa con su vida normal.
Cuando “los zampones”, quienes son los sujetos de una reciente leyenda urbana, secuestran a su amigo Roger, Lyra se propone rescatarlo, y encuentra su oportunidad cuando una mujer visitante de gran importancia, la señora Marisa Coulter, se ofrece a llevarse a Lyra del Jordan College para convertirse en su aprendiz. Lyra asiente, pero antes de irse, el rector del College le confía un objeto invaluable: un Aletiómetro. Parecido a una brújula dorada, es un instrumento capaz de revelar la respuesta de cualquier pregunta hecha por el usuario. Aunque inicialmente no puede leer ni comprender sus complejos significados, Lyra lo lleva con ella a casa de la señora Coulter. Al cabo de un tiempo esta comienza a sospechar de las intenciones de la señora Coulter cuando el daimonion de la misma, un mono dorado, busca en el cuarto de Lyra el aletiómetro.
En una fiesta ofrecida por la señora Coulter, Lyra descubre que es la cabeza de una organización conocida como la Junta General de Oblación, y que esa junta está formada, de hecho, por los zampones que han estado secuestrando niños. El horror de este descubrimiento hace que Lyra aproveche la algarabía de la fiesta para huir de la casa.
Después de la huida, es rescatada por los giptanos, un grupo de gente nómada que vive en botes en los canales, quienes le revelan después que lord Asriel y la señora Coulter son nada menos que los padres de Lyra. También se entera de que muchos niños como Roger han estado desapareciendo entre los giptanos y que estos planean una expedición al norte para rescatarlos. Durante su estancia con los giptanos, Lyra aprende intuitivamente cómo operar el aletiómetro y descubre que Lord Asriel ha sido apresado en el norte.
Llegando al ártico los giptanos contratan a Lee Scoresby, un aeronauta dueño de un globo de hidrógeno, y visitan al cónsul de las brujas, quien la reconoce como una figura antiguamente profetizada para destruir al destino; este le aconseja a Lyra contratar a Iorek Byrnison, un oso guerrero que se encuentra cautivo en el pueblo. Lyra contacta al oso y le revela el lugar donde ocultan su armadura a cambio de ser su escolta, tras lo que continúan su viaje al polo norte.
Durante el viaje Lyra descubre que los niños raptados por los gobblers son amputados, es decir, les son cortados los nexos que los conectan con sus daimonions, en forma de experimento. Poco después de esta revelación, el grupo es atacado y Lyra es llevada a la estación experimental en Bolvangar.
Dentro de ella, Lyra encuentra a Roger y construye un plan de escape. Lyra se encuentra con la señora Coulter, quien trata de quitarle el aletiómetro. Escapando por poco de sus garras de nuevo, conduce a los otros niños fuera de la estación y es rescatada por Lee Scoresby y Iorek Byrnison. Lee revela a Lyra que Iorek es el príncipe de los osos acorazados que fue exiliado por haber cometido un acto deshonroso.
Ahora que Lyra ha encontrado a Roger, desea entregar el aletiómetro a Lord Asriel, quien está preso en Svalbard, la fortaleza de los osos acorazados, por sus experimentos con el Polvo y su idea de formar un especie de puente que conecte con otros mundos, a los cuales se opone el Magisterio. Camino a Svalbard, los espectros de los acantilados atacan el globo; Lyra cae pero aterriza segura y los osos acorazados la capturan. Gracias al aletiómetro descubre que Iofur Raknison, actual gobernante y primo de Iorek, conspiró para exiliar al príncipe y tomar el trono, se las ingenia para engañar al rey usurpador y convencerlo de permitir a Iorek Byrnison, quien se acerca al lugar para rescatarla, entrar seguro y luchar por el trono, quedando Iorek victorioso. Después viaja a la cabaña de lord Asriel, acompañada por Iorek y Roger.
A pesar de estar preso, lord Asriel es tan influyente que se las ha ingeniado para acumular el equipo necesario para continuar sus experimentos del Polvo. Después de explicar la naturaleza del Polvo, el cual es una emanación de otro mundo, y la existencia de universos paralelos a Lyra, sale de la cabaña, llevándose a Roger y una gran cantidad de equipo científico. Lyra lo persigue, pero Roger muere cuando es separado de su daimonion. Este acto libera una enorme cantidad de energía, lo cual, debido al equipo de lord Asriel, hace un agujero en el cielo que lo lleva a un mundo paralelo. Lord Asriel camina hacia el nuevo mundo. Lyra decide seguirlo, por el consejo de Pantalaimon. Esto concluye el primer libro para continuar con el siguiente, La daga.

## Personajes
Lyra Belacqua (pronunciado Lái-ra), quien adopta el apellido Lenguadeplata que le dio Iorek Byrnison, es una niña que vive en un universo paralelo al nuestro. Es la hija de lord Asriel y Marisa Coulter. Criada en el mundo enclaustrado del Jordan College, en Oxford, se halla en medio de una batalla cuando previene la muerte de lord Asriel y le permite continuar sus estudios del Polvo. Puede leer el aletiómetro (lector de símbolos). Su daimonion es Pantalaimon, y, siendo ella una niña, aún no ha adquirido su forma definitiva.
Lord Asriel es un miembro de la aristocracia inglesa en un universo paralelo dominado por el Magisterio (una versión opresiva de la religión). Él es descrito como "un hombre alto, de poderosas espaldas, rostro moreno y enérgico y unos ojos que chispeaban y relucían cuando soltaba una de sus espontáneas carcajadas." Poseído de una enorme determinación y fuerza de voluntad, es feroz por naturaleza y demanda gran respeto tanto en las esferas políticas como en las académicas, siendo un socio del Jordan College de la versión de Oxford de su mundo. Es el padre de Lyra. Su daimonion es una irbis llamada Stelmaria.
Marisa Coulter - La señora Coulter es una mujer fría, que para conseguir lo que desea usa su encanto, pero también su verdadera naturaleza, cruel y amenazadora. Está muy ligada al Magisterio; de hecho, es la encargada de la Junta General de Oblación y de la estación experimental en Bolvangar, adonde son llevados los niños secuestrados. Anteriormente tuvo una relación extramarital con Lord Asriel, de la que nació Lyra. Por esto, el señor Coulter se enfrentó a lord Asriel y acabó muerto. A partir de entonces, ella no mostró ningún interés en Lyra y Lord Asriel se hizo cargo de su crianza, entregándola al Jordan para mantenerla segura. Su daimonion es un mono dorado, cuyo nombre no se menciona nunca. 
Iorek Byrnison es un panserbjýrne ("oso acorazado"). Como todos los panserbjýrne, Iorek sigue un código de conducta muy estricto y no traiciona, bajo ninguna situación, una promesa hecha. Posee una fuerza increíble, y como muchos de su clase, es un herrero experto. Es un gran amigo y camarada de Lyra Belacqua (a quien renombra Lenguadeplata) y de Lee Scoresby. Iorek Byrnison es encontrado moldeando metal para los humanos en un puerto del Ártico. Estos humanos le robaron su armadura mientras estaba alcoholizado. Al escuchar esto, Lyra decide usar su aletiómetro para localizar su armadura, para que el oso pueda ser libre y ayudar al grupo con el que viaja. Más tarde en la historia, se revela que por descendencia, Iorek se hubiera convertido en el Rey de los osos en su tierra natal, Svalbard, si no hubiese sido por su exilio por culpa de Iofur Raknison, el sucesor de Iorek como Rey. Cuando regresa a Svalbard, Iorek lucha y mata a Iofur Raknison reclamando su lugar legítimo.

## Definiciones

### Daimonion
Una porción del alma de un individuo externalizada en un cuerpo zoomórfico, posee la capacidad de cambiar de forma durante la niñez y al llegar la pubertad, toma una forma definitiva, este es el momento en que se considera que un individuo se ha convertido en adulto. La forma del daimonion es una simbología de la personalidad del individuo, en general, son del sexo opuesto al humano al que pertenecen, aunque existen unas pocas excepciones. Cuando se es un niño, la velocidad y frecuencia con que se transforma y la variedad de formas que puedan tomar, dependerá del grado de inteligencia de la persona, pero hay una desaceleración en este ritmo durante la pubertad, que antecede la adquisición de una forma definitiva.

### Polvo
Partícula elemental etérea que según el Magisterio, es un residuo del pecado original; se denomina también materia oscura. Experimentos llevados a cabo por Lord Asriel en el norte, donde es más abundante, demostraron que este polvo es atraído por las personas, pero los niños lo atraen en una menor cantidad. Es esta la razón por la que algunos sectores de el Magisterio comienzan a secuestrar niños y a experimentar con ellos en el polo Norte, amputándolos de sus propios daimonions creyendo que así el Polvo no entrará en sus cuerpos, ya que la materia oscura entra a través de ellos.

### Aletiómetro
Llamado el instrumento de la verdad, es un aparato en forma circular, de muy escasa fabricación (en el libro se menciona que quedan de 3 a 6 en todo el mundo y para el segundo libro han sido destruidos todos excepto el de Lyra y el que posee el Magisterio), muy parecido a un reloj de cadena, pero más grande; posee cuatro manecillas, de las cuales el operador puede mover tres por medio de perillas y la cuarta posee movimiento propio, siendo de un metal distinto a las demás. En el lugar donde los relojes llevan los números, este aparato lleva 36 dibujos (ancla, delfín, elefante, columna, casco, caballo, reloj de arena,...). Su funcionamiento se basa en el Polvo y su método de uso consiste en usar las tres manecillas para formular una pregunta indicando la figura que mejor represente la idea, manteniendo un grado de concentración determinado (el que solo gente entrenada durante décadas es capaz de alcanzar), se estimula la cuarta manecilla, la cual se mueve de un símbolo a otro expresando una idea en respuesta. El gran problema que posee esta máquina, es que posee una cantidad símbolos finitos, pero estos poseen una cantidad infinita de significados (por ejemplo: delfín significa mar, juego, inteligencia, velocidad y miles más), siendo necesario un libro con los miles significados más probables, por lo que se convierte en un arte inexacto y complicado. Por lo que se sabe, solo dos personas poseen un manejo eficiente de este artefacto, el primero es el director del Jordan College, quien posee un aletiómetro de gran calidad que usa por última vez al comienzo de la historia para determinar los sucesos, lo que ve en su lectura lo lleva a tratar de envenenar a Lord Asriel como medida de protección para Lyra y el Jordan. La segunda persona es Lyra, quien recibe el aletiómetro de manos del rector al comenzar su viaje y es ayudada por Farder Coram para saber utilizarlo; ella posee la capacidad de saber escoger el símbolo y significado adecuado para utilizar el aletiómetro de forma instintiva, sin ningún margen de error.

### Zampones
Es el nombre que la gente da a los secuestradores de niños, son los hombres de los laboratorios, samoyedos y mercenarios skraelings, que bajo el mando de la señora Coulter, van de una ciudad a otra secuestrando niños para usarlos en sus experimentos.
Se llaman Devoradores en "La Brújula Dorada".

### Panserbjýrne
Es la palabra que denomina a los osos acorazados en su idioma (noruego por habitar en Svalbard, además Svalbard es un archipiélago que forma parte del reino de Noruega). Son seres inteligentes y muy poderosos. Desde hace mucho viven en el Ártico y poseen la forma de osos polares, pero su tamaño es mayor y sus extremidades delanteras poseen pulgares invertidos, lo que les da la capacidad de usarlos como brazos o patas. Son los mejores en la metalurgia, su fuerza es tan grande que no necesitan calor para moldear los metales regulares, solo sus manos. Su mente funciona de una manera misteriosa para los humanos, la única manera de engañar a un oso es cuando están actuando como un hombre o engañarse entre sí, pero de otra forma no hay manera de que un humano le oculte sus sentimientos, lo que le proporciona gran ventaja en los combates. Su tradición es la pelea de cuerpo a cuerpo, para lo cual cada oso posee una armadura de metal celeste lo que es literalmente el alma del oso, aunque también usan lanzallamas para ataques a gran escala. Su forma de vida y su dieta es muy similar a la de los osos polares y su forma de gobierno es monárquica. Por lo general, el único contacto con otras especies es para comerciar sus trabajos o servicios, pero eso no quita que posean un estricto código de honor que los liga con quienes los han ayudado, como es el caso de Iorek Byrnison con Lyra y Lee Scoresby.

### Distancia Límite
Un daimonion está ligado al humano por un poderoso nexo de energía etérea que lo limita a moverse solo a cierta distancia (30 metros), pasado este punto, el nexo se rompe cortándose toda conexión entre ambos, generando en ambos un tipo de invalidez mental que los caracteriza muy parecido a la carencia de emociones y libre albedrío. Entre la brujas, la distancia límite no existe a diferencia de los humanos ya que en su juventud se les impone una prueba que de resultar exitosa elimina esta desventaja.

### Gran Tabú
Un ser humano jamás tocará o hablará con el daimonion de otra persona y viceversa, sin embargo, en ciertos casos no muy comunes, los daemonions hablarán con otras personas, especialmente si es a petición de su humano. Esta es la creencia que se ha mantenido desde siempre entre la gente, por lo que es común que los daimonion hablen entre sí y los humanos entre ellos, intercambiando después lo que han hablado.

### Giptanos
Son la raza nómada del mundo de Lyra, equivalentes a los gitanos de nuestro mundo, se movilizan y viven en barcazas por los canales que hay en el continente, de manera que pueden estar en cualquier parte, es por ello, que son una excelente fuente de información y muy leales aliados. En general son despreciados por las demás sociedades y muy discriminados, una de las pocas personas que los ha defendido es Lord Asriel, por lo que al saber que su hija estaba en problemas y él capturado se ponen en marcha para proteger a la primera y rescatar al segundo en su viaje a recuperar sus hijos (víctimas favoritas de los zampones, por la falta de interés de las autoridades en ellos) en el polo norte.

### Metal de las Estrellas
Es el metal más duro y resistente que existe, el único que los osos acorazados necesitan trabajar al calor para manipularlo. Es sumamente denso y pesado y no se saca de ninguna mina en especial, sino de las estrellas fugaces que caen cerca de Svalbard. Es de este material que están hechas sus armaduras, las que consideran sus almas y lo único que resiste el ritmo de combate que se exigen los osos. Aun así, no es raro que una armadura salga abollada cuando la pelea es entre dos osos.

### Niño Amputado
Es un niño que ha sido separado de su daimonion más allá de la distancia límite o cuyo nexo se ha roto de alguna manera. En estas condiciones, no sobrevive mucho tiempo si no se reúnen ambos, ya que a instantes de separarse, el daimonion se disuelve y al suceder esto, el niño fallecerá paulatinamente. Para la gente una persona sin daimonion es una aberración, por lo que los evitan o esperan a que mueran sin ayudarlos.

### Skraelings
Guerreros mercenarios del norte, son muy fieros y reciben un entrenamiento físico y condicionamiento mental de forma que su personalidad se ve afectada al punto que todos sus daimonion toman la forma de un perro-lobo. Son armas al mejor postor, y el mejor postor es el Magisterio, por lo que en el norte son la línea de defensa final y la más poderosa que protege al laboratorio donde se experimenta con los niños, todo aquel que intente escapar o entrar a las instalaciones debe enfrentarse con ellos. Sufren una drástica reducción en su población el día que Iorek se entera de que los samoyedos han secuestrado a Lyra para experimentar con ella y la han llevado al laboratorio junto con los otros niños.

### Guillotina
Instrumento sutil que consta de dos casetas separadas por una hoja especial, se coloca al humano en una de ellas y al daimonion en la otra y se deja caer la hoja, esto corta la conexión entre ambos, creando un niño amputado, la mejor edad para practicarlo, es cuando comienza la pubertad y la transformación del daimonion es cada vez menos frecuente, justo antes de fijarse la forma. En el polo era uno de los experimentos más comunes en los niños raptados, con el fin de mantenerlos separados y ver cuanto duraban en este estado antes de morir o si lograba alguno sobrevivir, para ser usados como sujetos serviles y sin libre albedrío, ya que para el Magisterio ésta es la mejor manera de ayudar a las personas, porque lo ven como una forma de librarlas de sus males, preocupaciones y tentaciones. El momento apropiado para hacer la amputación de manera exitosa es la etapa entre la niñez y la adolescencia, en un momento en que los cambios son lentos pero aun existen, ya que así el objetivo se logra por ser una etapa de transición por naturaleza. El problema es que muchos niños son pocos despiertos y esta falta de inteligencia hace que sus daimonions sean lentos, por lo que en el polo más de una vez se les confundió con adolescentes y se les amputó, reduciéndolos a entes moribundos y delirantes.